# Creme de marshmallow
O creme de marshmallow (também chamado de marshmallow fluff ou simplesmente fluff) é um confeito de marshmallow em pasta com sabor semelhante, mas não com textura, ao marshmallow sólido comum. O creme de marshmallow pode ser usado para fazer o sanduíche fluffernutter, um prato clássico da Nova Inglaterra lançado em 1918 em Massachusetts, um ano após a invenção do confeito.

## História
Muitas receitas de “pasta de marshmallow” do final do século XIX produziam alimentos sólidos. A primeira menção ao creme de marshmallow em um livro de receitas americano é do Fannie Farmer's Boston School Cook Book, impresso em 1896. Entretanto, a autora não fornece uma receita de creme de marshmallow nesse livro, mas sim uma receita de pasta de marshmallow na seção de recheio de bolo. Em 1902, o Mrs. Rorer's New Cook Book, de Sarah Tyson Rorer, descreve sua receita de “recheio de marshmallow”.
Em 1910, a empresa de sorvetes Limpert Brothers, de Vineland, Nova Jersey, criou um produto com o mesmo nome, destinado a ser uma cobertura de sobremesa. A empresa às vezes é creditada como a inventora do Marshmallow Fluff.
Por volta do início do século XX, o morador de Somerville, Massachusetts, e inventor do produto Archibald Query começou a vender sua versão de porta em porta. Logo depois, ele vendeu a receita para dois fabricantes de doces em Swampscott, Massachusetts, H. Allen Durkee e Fred Mower, por US$ 500. O produto chegou às prateleiras do mercado em latas como Toot Sweet Marshmallow Fluff em 1917. As duas primeiras palavras foram retiradas logo depois que a embalagem mudou para um pote de vidro na década de 1940. Atualmente, a empresa Durkee-Mower é uma das três únicas empresas na América do Norte a produzir creme de marshmallow, sendo os outros produtos o Kraft Jet-Puffed Marshmallow Creme e o Solo Marshmallow Creme. Os ingredientes do Fluff incluem xarope de milho, xarope de açúcar [en], aroma de baunilha e claras de ovos.
O Fluff continua sendo uma tradição regional no nordeste dos Estados Unidos. Desde pelo menos 2006, a cidade de Somerville comemora a criação original do Fluff de Query com um festival anual na Union Square intitulado "What the Fluff?" As atividades típicas do festival incluem feiras de ciências com o tema Fluff, um robô lançador de marshmallow da equipe FIRST Robotics da Somerville High School com seu s'morebot, exposições em galerias, concursos de culinária e jogos de carnaval. Em 2011, a atriz Susan Olsen, mais famosa por interpretar Cindy Brady na série The Brady Bunch, participou do festival, onde vendeu sua arte inspirada no Fluff.

## Usos
Um uso popular do creme de marshmallow é no “fluffernutter”, um sanduíche de Fluff e manteiga de amendoim. Em 2006, a deputada estadual Kathi-Anne Reinstein planejou apresentar um projeto de lei que tornaria o fluffernutter o sanduíche oficial de Massachusetts.
O creme de marshmallow também é um confeito tradicional na culinária árabe, onde é comumente chamado de merengue de saponária (natef). A receita original é baseada em saponária (raízes de Saponaria officinalis) ou raízes da planta Althaea officinalis, mas as variedades comerciais modernas são quase idênticas ao creme de marshmallow fabricado na América do Norte. Foi mencionado em um livro de receitas árabe do século X, Kitab al-Ṭabīḫ (O Livro dos Pratos) de Ibn Sayyar al-Warraq [en].

## Saúde
De acordo com um artigo de 2006 do Boston Globe, o senador do estado de Massachusetts, Jarrett Barrios, propôs uma restrição ao número de porções semanais de sanduíches de fluffernutter na forma de uma emenda a um projeto de lei que limitaria a junk food nas escolas. A atenção sobre essa questão foi generalizada, com agências de notícias até da Califórnia relatando a controvérsia. A proposta foi posteriormente abandonada.